# Tallcree
Tallcree est une bande indienne en Alberta au Canada. Elle possède sept réserves et est basée à Fort Vermilion. En 2016, elle a une population inscrite totale de 1 310 membres. Elle fait partie du conseil tribal de North Peace Tribal Council et est signataire du Traité 8.

## Démographie
En avril 2016, la bande de Tallcree avait une population inscrite totale de 1 310 membres dont 58,9 % vivaient hors réserve. Selon le recensement de 2011, sur une population totale de 465 personnes, 98,9 % de la population connaît l'anglais, 54,8 % connaît une langue autochtone et personne ne connaît le français. 35,5 % de la population utilise une langue autochtone à la maison.

## Géographie
La bande de Tallcree possède sept réserves, toutes situées en Alberta, dont la plus populeuse est Tallcree 173A,. Cette dernière est située à 40 km au sud-est de Fort Vermilion où la bande est basée,. La ville importante située la plus près de la bande est High Level.
| Nom                 | Superficie (ha) |
| ------------------- | --------------- |
| Beaver Ranch 163    | 841,70          |
| Beaver Ranch 163A   | 240             |
| Beaver Ranch 163B   | 226             |
| Fort Vermilion 173B | 49,70           |
| Tallcree 173        | 4 031,50        |
| Tallcree 173A       | 2 723,40        |
| Wadlin Lake 173C    | 48              |

## Gouvernement
Tallcree est gouvernée par un conseil de bande élu selon un système électoral selon la coutume basé sur la section 10 de la Loi sur les Indiens. Pour le mandat de 2013 à 2018, ce conseil est composé du chef Ruper Meneen et de quatre conseillers.